# Brug bij Paal-Tervant
De brug bij Paal-Tervant was tot 2021 een vierendeelbrug over het Albertkanaal nabij Tervant in de Beringse deelgemeente Paal.
De eerste brug op deze locatie werd gebouwd bij de aanleg van het kanaal in de jaren dertig. Op 11 mei 1940 werd deze opgeblazen door het Belgische leger tijdens de Achttiendaagse Veldtocht. Tot 1958 was er een veerverbinding. In 1958 werd de voorlaatste brug opengesteld voor het verkeer.

## Derde (nieuwe) brug (2021-2022)
Omdat de doorvaarthoogte en de breedte onder de oude bruggen van het Albertkanaal een bottleneck vormen voor de binnenscheepvaart en hierdoor de capaciteit niet verder kan oplopen, heeft men beslist om alle bruggen over het kanaal te verhogen tot een vrije doorvaarthoogte van 9.10m. Verder wordt onder alle bruggen het kanaal verbreed. Dit maakt het mogelijk om binnenschepen met vier lagen containers veilig en vlot te laten varen. Omdat de vierendeelbrug van Tervant uit 1958 niet zomaar verlengd en verhoogd kan worden, komt er op de plaats van de oude brug een boogbrug te liggen gelijkaardig aan de boogbruggen die op twintig andere plaatsen over het kanaal zijn terug te vinden.
Deze nieuwe brug zal een doorvaarthoogte van 9.1m, een doorvaartbreedte van 86m en een totale lengte van 123m hebben. Het hoogste punt van de boog zal zich op 23m boven het brugdek bevinden.
Mijlpalen bij de bouw van de nieuwe (3de) brug:
- Maandag 6 september 2021: de Beverlosesteenweg zal 9 maanden worden onderbroken om de oude brug te vervangen.
- Zaterdag 11 en zondag 12 september 2021: afbraak van de oude vierendeelbrug
- 20 Maart 2022: invaren van de nieuwe brug
- Juni 2022: openstellen van de brug voor alle verkeer
- Zomer 2022: einde van de werken